# Schönbuch Braumanufaktur
La Schönbuch Braumanufaktur est une brasserie à Böblingen, dans le Land de Bade-Wurtemberg.

## Histoire
L'entreprise est fondée en 1823 à Böblingen sous le nom de Brauerei Dinkelacker par Karl Gottfried Dinkelacker. En 1860, ses fils Christian et Wilhelm reprennent l'entreprise. Après des désaccords sur les ventes et le développement de la brasserie, Wilhelm Dinkelacker rachète la part de son frère Christian en 1873, qui fonde alors la brasserie Dinkelacker à Stuttgart. Afin d'éviter toute confusion entre les deux brasseries, les Dinkelacker de Böblingen suppriment le c de leur nom. En 1898, Wilhelm cède l'entreprise à ses fils Wilhelm et Hermann. En 1906, le nom Schönbuch Bräu est introduit. Il fait référence à la zone forestière voisine du Schönbuch. Des bières blanches sont également brassées depuis 1991. En 2009, la société est rebaptisée Schönbuch Braumanufaktur.
La brasserie est aujourd'hui dirigée par la sixième génération de la famille Dinkelaker.

## Production
- Forstmeister Pils - une Pilsner amère avec un degré d'alcool de 4,8%
- Ur-Edel - Pilsner délicatement épicé avec un degré d'alcool de 4,8%
- Strong - Bière Bock avec un degré d'alcool de 6,8%
- Horst hell - lager légère avec un degré d'alcool de 4,8% d'alcool, s'appelait Elchtest jusqu'en 2004
- Lucky Experience - "bière artisanale" légère non filtrée avec un degré d'alcool de 5,5% (chaque année à partir d'avril)

Des bières spéciales sont brassées pour des événements spéciaux dans la région, comme la lager Mechthild pour le 750e anniversaire de Böblingen en 2003 ou la pils Heinrich à l'occasion du 1000e anniversaire de Holzgerlingen en 2007.
Environ la moitié de la production est constituée de bière à la pression, qui est servie dans les restaurants de Heilbronn à Tübingen et de Leonberg à Kirchheim unter Teck.